# Badische IV h
Die Lokomotiven der Gattung IV h der Großherzoglich Badischen Staatsbahn (Baureihe 183 der Deutschen Reichsbahn) waren Schnellzug-Dampflokomotiven mit der Achsfolge 2’C1’ (Pacific).

## Konstruktive Merkmale
Die von Maffei gebauten zwanzig Lokomotiven der Gattung IV h der Großherzoglich Badischen Staatsbahn sollten die Lokomotiven der Gattung IV f ersetzen, die auf der Rheintalbahn zwischen Basel und Mannheim wegen ihrer zu kleinen Treibräder überfordert waren.
Entsprechend wurde die IV h mit 2100 mm Treibraddurchmesser kompromisslos als Flachlandschnellzuglokomotive ausgelegt. Dennoch waren die IV h aus bremstechnischen Gründen zunächst nur für 110 km/h zugelassen.
Die IV h hat ein Vierzylinder-Verbundtriebwerk mit Zweiachsantrieb. Anders als bei früheren Konstruktionen von Maffei erfolgt der Antrieb der Innenzylinder auf den ersten Kuppelradsatz, während die Außenzylinder auf den zweiten Kuppelradsatz wirken. Die Außenzylinder liegen dabei aber nicht (wie bei der Bauart de Glehn) direkt vor den Treibrädern, sondern an der gewohnten Position über dem Laufdrehgestell. Die Innenzylinder sind im Interesse ausreichend langer Treibstangen um eine volle Zylinderlänge nach vorn geschoben und geben mit ihren nach vorn ragenden Kolbenstangenschutzrohren den Lokomotiven der Baureihe ein unverwechselbares Aussehen. Durch den Zweiachsantrieb und sorgfältige Konstruktion konnte die Haltbarkeit der aus Chrom-Nickel-Tiegelstahl gefertigten und mit Frémont-Aussparungen versehenen Kropfradsatzwellen erheblich verbessert werden. Soweit noch nachvollziehbar, sind die Kropfwellen aller zwanzig Maschinen nie erneuert worden und haben somit Laufleistungen von zum Teil über zwei Millionen Kilometer erzielt.
Ebenfalls im Unterschied zur Bauart de Glehn wurden die Niederdruckzylinder außen angeordnet, da sie wegen ihres Durchmessers nicht mehr innerhalb des Rahmens unterzubringen waren. Wegen der mit 160 mm Stärke sehr kräftig ausgelegten Kurbelwangen der gekröpften Treibachse lagen die Mittellinien der innenliegenden Hochdruckzylinder so eng nebeneinander, dass man die Zylinder zur Erzielung eines hinreichenden Durchmessers zudem in der Höhe leicht schräg zueinander versetzt anordnen musste. Auch dies ist von außen an den Kolbenstangenschutzrohren gut zu erkennen.
Die Steuerung der Lokomotiven wurde so ausgeführt, dass jeweils eine außenliegende Heusinger-Steuerung die Steuerung sowohl des Niederdruck- als auch des Hochdruckzylinders auf der jeweiligen Lokseite übernimmt. Nieder- und Hochdruckschieber ordnete man hintereinander als Tandemschieber an. Der Verzicht auf ein gesondertes Steuerungsgestänge für die Innenzylinder erschwerte allerdings das Einstellen der Hochdruckschieber ganz erheblich.
Der dreischüssige Kessel war der bis dahin größte je in Deutschland eingesetzte Lokomotivkessel. Dampfdom und Sandkasten saßen unter einer gemeinsamen Verkleidung auf dem ersten Schuss. Die Kesselreserve fiel aber aufgrund zu geringen Wasserinhaltes und knapper Verdampfungsoberfläche gering aus. Ferner war wie bei den anderen süddeutschen Heißdampfverbundlokomotiven auch die Überhitzerfläche klein bemessen. Es konnten lediglich Dampftemperaturen um 330 °C erreicht werden. Hierdurch bedingt war der Wasser- und Kohleverbrauch der IV h höher als bei den späteren Einheitslokomotiven.
Als Lokrahmen kam ein Barrenrahmen mit 100 mm Wangenstärke zur Anwendung. Alle drei Kuppelradsätze lagerte man fest im Rahmen. Der Drehzapfen des vorlaufenden Drehgestells wurde um 110 mm vom Mittelpunkt zwischen den Drehgestellradsätzen aus gesehen nach hinten gesetzt; er erhielt zudem noch insgesamt 152 mm seitliches Spiel. Das seitliche Spiel des nachlaufenden, als Adamsachse ausgebildeten Laufradsatzes stellte man auf 100 mm ein.
Auch der Schlepptender der Baureihe ist ungewöhnlich. Um einen für die vorhandenen 20-m-Drehscheiben ausreichend geringen Gesamtradabstand zu erhalten, musste er relativ kurz gehalten werden. Es wurde nur ein Drehgestell eingebaut; die beiden hinteren Tenderradsätze lagerte man mit einem Radsatzwellenabstand von nur 1450 mm dicht nebeneinander fest im Rahmen.

## Einsatz
Die bereits 1915 bestellten Maschinen wurden in drei Bauserien zwischen 1918 und 1920 geliefert und im Bw Offenburg stationiert. Sie kamen auf der Rheintalstrecke zwischen Frankfurt und Basel unter anderem vor dem Rheingold zum Einsatz. Aufgrund des unvollendeten Umbaus des Kopfbahnhofes Heidelberg zum Durchgangsbahnhof konnte der geplante Durchlauf ohne Lokwechsel nicht realisiert werden. Die Loks konnten problemlos einen 650 t schweren Zug in der Ebene mit 100 km/h befördern und erreichten bei der gleichen Anhängelast auf einer Steigung von 5,38 ‰ noch 70 km/h (zum Vergleich: Die Lasttafel für die Baureihe 03 gab für einen Schnellzug auf 5 ‰ Steigung nur 570 t mit 70 km/h vor). Gemäß Richard Paul Wagner konnten mit den Lokomotiven indizierte Leistungen von bis zu 2200 PSi erzielt werden.
Als 1920 die letzten IV h ausgeliefert wurden, war die Badische Staatsbahn bereits in der Deutschen Reichsbahn aufgegangen. Diese übernahm alle zwanzig Lokomotiven als Baureihe 18.3 und gab den drei Bauserien die Betriebsnummern 18 301–303, 311–319 und 321–328.
Während ihres Einsatzes bei der Reichsbahn hatten die Lokomotiven bei den übergeordneten Stellen, insbesondere in Berlin, wegen ihres als wartungsintensiv verschrienen Vierzylinderverbundtriebwerkes einen schweren Stand. Die Lokomotivführer kämen mit dem komplizierten Aufbau nicht zurecht; und der Werkstättendienst hätte Probleme mit dem Verbund von Hoch- und Niederdruckzylindern. Da die süddeutschen Eisenbahner vom Lokführer bis zum Werkstattleiter allerdings schon 20 Jahre Erfahrung mit den Vierzylinderverbundlokomotiven hatten, kann das heute als „von Oben“ überzeichnet angesehen werden.
Auf der badischen »Rheintal-Rennstrecke«, wofür die Loks eigentlich konstruiert wurden, konnten sie ihren Betriebsvorteil nicht wirklich »erfahren«, da ein solcher mittels entsprechender Fahrleistungen erst erbracht werden musste. Die natürlich vorhandenen Nachteile des technischen Mehraufwandes mussten durch höhere Leistung, Laufruhe und sparsameren Wasser- und vor allem Kohleverbrauch und damit größere Reichweiten ausgeglichen werden können.
Hier konnten sie ihre konstruktive Höchstgeschwindigkeit und Leistung nicht voll ausnutzen, in diesen Bereichen waren nun die Lokomotiven Baureihe 01 auch ausreichend und als neue deutsche Vorzeigelokomotiven wurden diese nun auch hier stationiert.
Gegen Ende der 1920er Jahre wurden die Lokomotiven in Baden von Einheitslokomotiven der Baureihe 01 verdrängt und weiter im Norden eingesetzt. 1933 kamen die ersten Loks nach Koblenz, wo sie als Reserve für den Rheingold dienten und planmäßig auf der Relation Saarbrücken–Frankfurt verkehrten, was auch die Langläuferqualitäten der Lok nicht voll ausreizte. In Bremen waren die ersten IV h dann ab 1935 anzutreffen; von dort wurden sie auf den norddeutschen Flachlandstrecken eingesetzt, für die sie bestens geeignet waren. Nach einigen Detailverbesserungen zeigte sich, dass die IV h sogar den 15 Jahre jüngeren Lokomotiven der Baureihe 03 weit überlegen waren. Ab 1942 waren alle Maschinen der Baureihe in Bremen stationiert.
Bei Versuchsfahrten in den 1930er-Jahren erreichte die 18 328 Geschwindigkeiten bis 155 km/h, wobei ihre guten Laufeigenschaften auffielen. Nach dem Einbau verstärkter Bremsen und weicherer Federn wurde die zulässige Höchstgeschwindigkeit der Baureihe deshalb auf 140 km/h erhöht.
Die 18 326 wurde 1944 ein Opfer des Zweiten Weltkrieges. Die verbliebenen 19 Maschinen kamen nach dem Krieg zur Deutschen Bundesbahn und wurden als Splittergattung 1948 zunächst ausgemustert.

### Deutsche Bundesbahn
Auch bei der Deutschen Bundesbahn benötigte man schnellfahrende Lokomotiven für Versuchszwecke. Da die neueren Einheitslokomotiven im Betriebsdienst unabkömmlich waren, entschloss man sich, drei der bereits ausgemusterten IV h zu reaktivieren. Die Wahl fiel auf die Maschinen 18 316, 319 und 323.
Wie die 18 314 bei der Deutschen Reichsbahn erhielten sie eine Gegendruckbremse für den Einsatz als Bremslokomotiven (nach der Bauart Düring), ferner Windleitbleche der Bauart Witte, eine größere Rauchkammertür, einen geänderten Sandkasten sowie eine „Caledonian“-Schornsteinkrone. Auch die Tender wurden modifiziert.
Die 18 319 versah man mit einer verlängerten Rauchkammer, da bei ihr die Anordnung der Einströmrohre zu den Hochdruckzylindern verändert wurde.
Die Lokomotiven wurden beim Bundesbahn-Versuchsamt in Minden beheimatet. 1951 stellte eine von ihnen bei einer Versuchsfahrt mit einem kompletten FD-Zug einen bis heute für deutsche Dampflokomotiven unerreichten Entfernungsrekord auf: Die 977 km lange Strecke von Hamburg-Altona bis Freilassing wurde ohne irgendeine Wartung an einem Stück durchlaufen. Die höchste Geschwindigkeit auf dieser Fahrt betrug 125 km/h. Die Lokomotive nahm bei den Zwischenhalten nur Wasser und Kohle.
Die 18 316 und 323 wurden erst 1969 ausgemustert; sie waren die letzten Vierzylinderverbundmaschinen der Deutschen Bundesbahn. Die beiden Lokomotiven blieben als Denkmal erhalten: Die 18 316 kam in einen Vergnügungspark bei Minden; die 18 323 wurde vor der Hochschule Offenburg aufgestellt.

#### 18 316

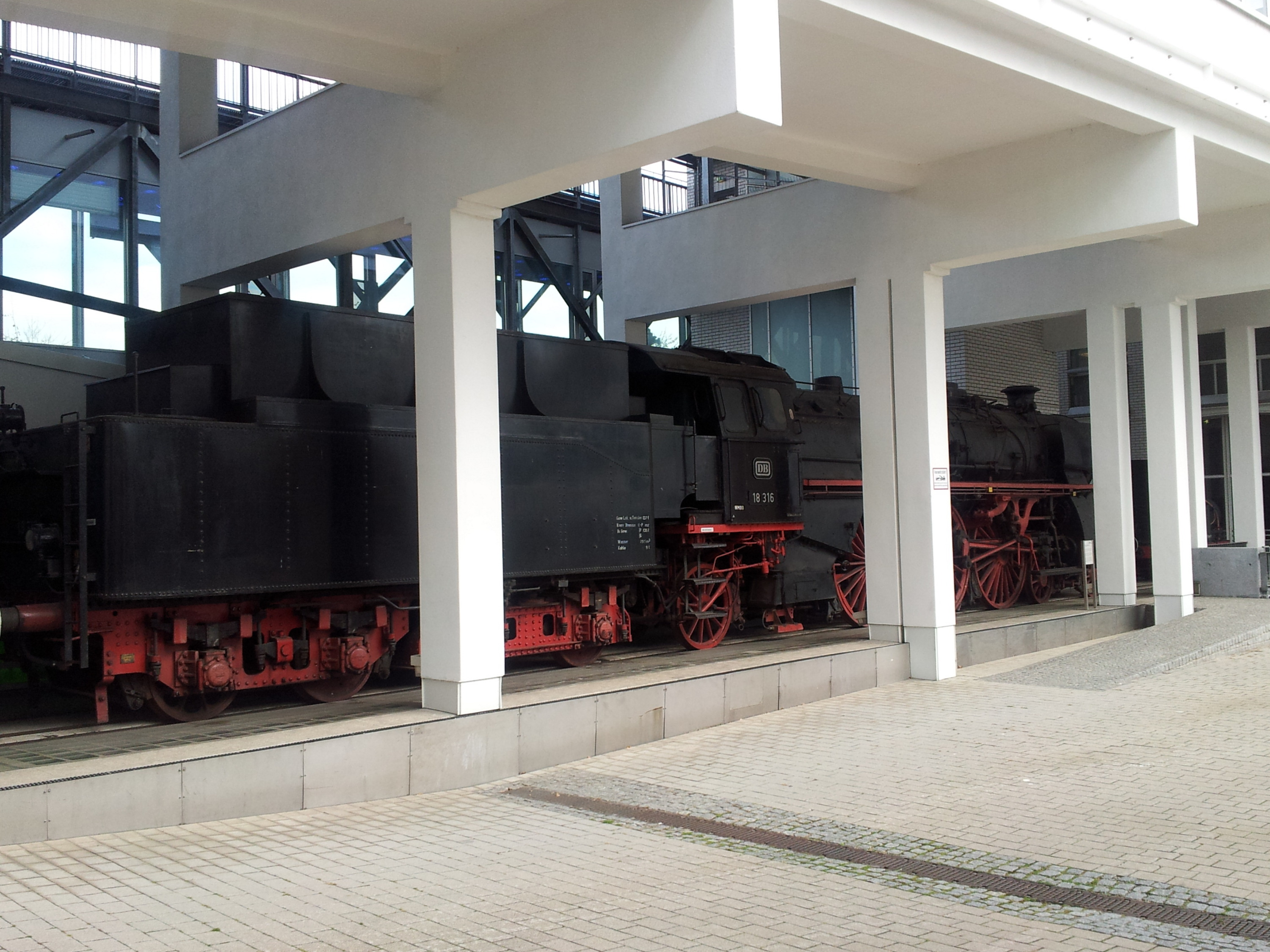
18 316 im Landesmuseum für Technik und Arbeit in Mannheim

Im Jahre 1956 erreichte die 18 316 bei der Erprobung von Stromabnehmern für elektrische Triebfahrzeuge auf der Strecke Kufstein–Wörgl eine Geschwindigkeit von 162 km/h. Die Badische IV h erwies sich damit als die schnellste Länderbahnlokomotive und übertraf sogar die Bayerische S 2/6.
Die 18 316 wurde Anfang der 1990er Jahre vom Landesmuseum für Technik und Arbeit (LTA) in Mannheim übernommen; und obwohl sie mehr als zwanzig Jahre im Freien gestanden hatte, gelang es, sie wieder betriebsfähig aufzuarbeiten. Von 1995 bis zur Abstellung im April 2002 war die 18 316 als eine von nur zwei betriebsfähigen Schnellzuglokomotiven aus der Länderbahnzeit auf zahlreichen Sonderfahrten zu sehen; die andere ist die Bayerische S 3/6 Nr. 3673 (die zwischenzeitliche 18 478 der Deutschen Reichsbahn). Anders als die 18 478 wurde die 18 316 aber nicht in ihren ursprünglichen Zustand zurückversetzt.
Nach einem Radschaden sind zukünftige Einsätze der 18 316 derzeit ungewiss. Nachdem die Lok zunächst in der Obhut der Historischen Eisenbahn Mannheim e. V. in Friedrichsfeld untergestellt war, wurde sie am 24. April 2007 ins Landesmuseum überführt.

### Deutsche Reichsbahn

#### 18 314
Die zur Ausmusterung vorgesehene 18 314 ging auf Betreiben von Max Baumberg 1948 im Tausch gegen die im Osten verbliebene 18 434 (eine Bayerische S 3/6) an die Deutsche Reichsbahn und erhielt im Raw Stendal eine Hauptuntersuchung. Bis 1950 war sie vom Bw Stendal aus für Kurierzugdienste eingesetzt. Zu diesem Zeitpunkt 1951 kam sie zur neu gegründeten Lokomotivversuchsanstalt Halle (später VES-M Halle), deren Leiter Max Baumberg wurde. Dort erhielt sie den Tender der 07 1001 (der früheren 231 E 18 der SNCF), da diese auf Kohlenstaubfeuerung umgebaut wurde. Für die Erprobung von Schnellzugwagen benötigte man schnellfahrende Lokomotiven, so dass neben dem Umbau der 61 002 auch auf die 18 314 zurückgegriffen wurde, da diese – anders als die S 3/6 – bereits für 140 km/h zugelassen war.
Da schnelllaufende Lokomotiven für Versuchszwecke weiterhin nötig waren, wurde 1960 die Lokomotive durch das Raw „7. Oktober“ Zwickau nach Plänen der VES-M Halle umgebaut, wobei sie einen Verbrennungskammerkessel vom Typ 39E erhielt, wie er auch für den Umbau der Baureihe 22 verwendet wurde, allerdings mit etwas gekürztem Langkessel. Dies war notwendig, da durch die Anordnung der Ausströmrohre nur wenig Platz in der Rauchkammer war und auch der Dampfsammelkasten dort untergebracht werden musste. Auch sie erhielt eine Gegendruckbremse für den Einsatz als Bremslokomotive; damit einhergehend wurde der Oberflächenvorwärmer Reko-untypisch beibehalten. Zylinder und Kesselaufbauten wurden mit einer Teilverkleidung versehen sowie kleine speziell entwickelte Windleitbleche angesetzt. Der Schornstein wurde als Krempenschornstein entsprechend dem ursprünglichen Maffeischen Entwurf ausgeformt. Als Tender erhielt sie einen Einheitstender 2’2’ T34. Die zulässige Höchstgeschwindigkeit wurde auf 150 km/h erhöht. Die Lokomotive erhielt einen grünen Anstrich mit weißen Zierstreifen. Am 18. Dezember 1960 war der Umbau abgeschlossen.
1967 wurde die Lok auf Ölfeuerung umgebaut. Neben den Versuchsfahrten war sie zeitweise auch im Schnellzugdienst auf den Relationen Halle–Berlin und Halle–Saalfeld im Einsatz. Bei der Einführung der EDV-gerechten Triebfahrzeugnummern erhielt die Lokomotive die neue Bezeichnung 02 0314. Zum 31. Dezember 1971 wurde die Maschine abgestellt und zum 1. August 1972 ausgemustert. Anschließend wurde die Lokomotive dem Verkehrsmuseum Dresden  übergeben, aber nur selten ausgestellt.

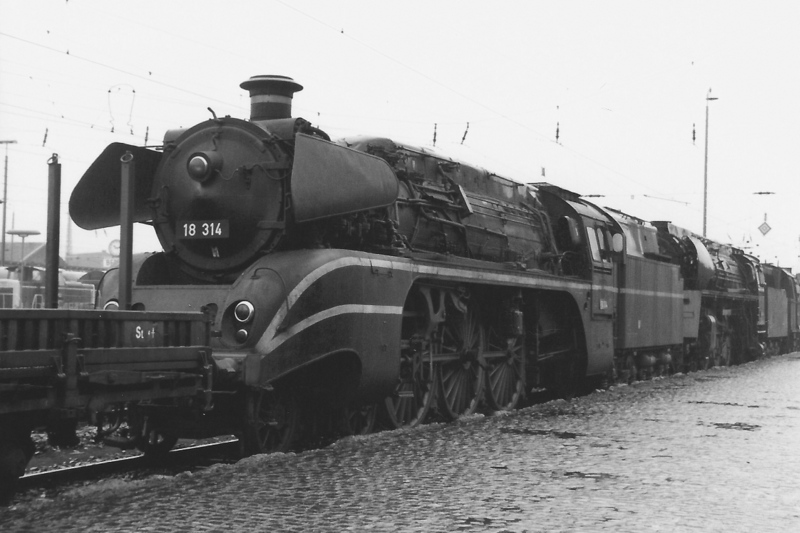
02 0314 im Bahnhof Bebra (1984)

Da durch die Reichsbahn nur eine der Schnellfahrlokomotiven erhalten werden sollte und die Wahl auf die 02 0201 fiel, wurde die 02 0314 im Jahr 1984 an den Verein Historische Eisenbahn Frankfurt verkauft. Heute steht sie im Auto- und Technikmuseum Sinsheim.

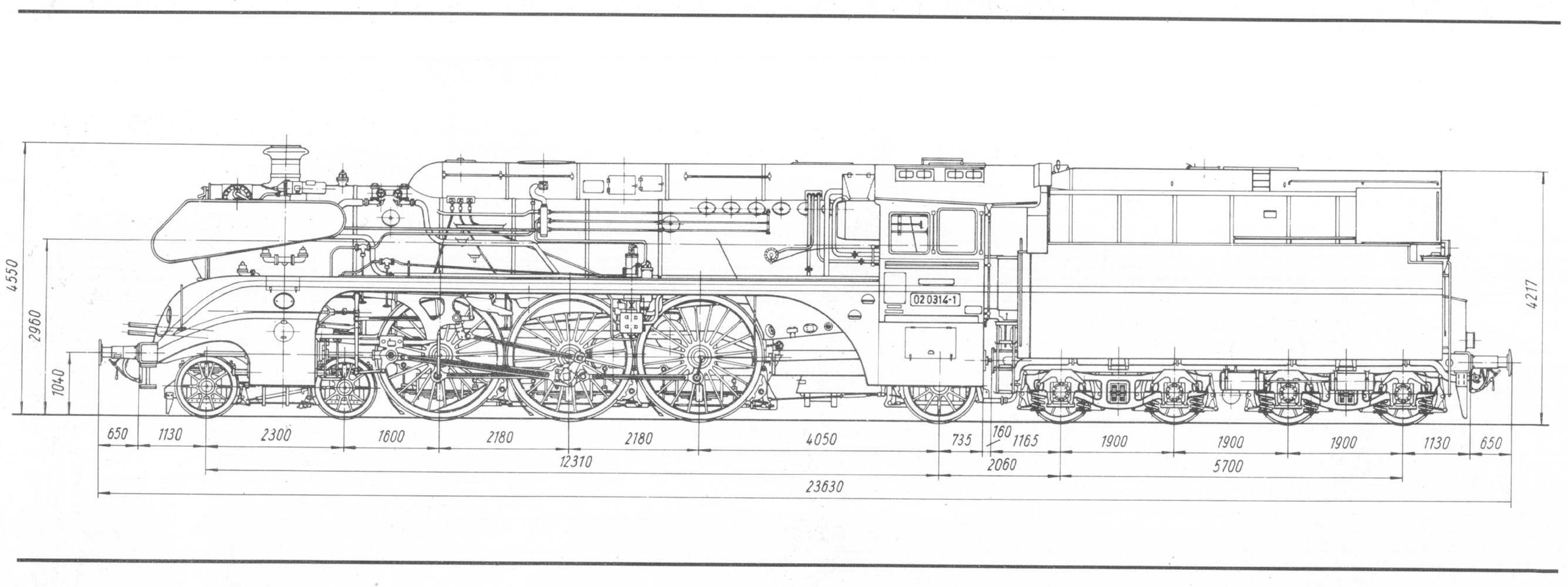
Ausschnitt einer technischen Zeichnung der Dampflokomotive Nummer 02 0314 der Deutschen Reichsbahn